# Bailey Chase
Bailey Chase, właśc. Bailey Chase Luetgert (ur. 1 maja 1972 w Chicago) – amerykański aktor telewizyjny, filmowy i teatralny.

## Życiorys
Urodził się w Chicago w Illinois. Dorastał w Barrington w Illinois i Naples na Florydzie. Uczęszczał do prywatnej szkoły The Bolles School w Jacksonville. Studiował na Duke University w ramach pełnego stypendium sportowego w futbolu amerykańskim, grając na pozycji obrońcy. Studia ukończył w 1995, uzyskując dyplom z psychologii. Studiował aktorstwo w London Academy of Music and Dramatic Art w Hammersmith. Przeniósł się do Los Angeles, aby pracować z improwizacyjną trupą komediową The Groundlings. Wystąpił w przedstawieniach: Komedia omyłek i Śmierć komiwojażera.
Występował gościnnie na małym ekranie w serialach telewizyjnych: Słoneczny patrol (1996), Byle do dzwonka: Nowa klasa (1996), Krok za krokiem (1997), USA High (1997), Słodka dolina (1997), The Drew Carey Show (1998), Czarodziejki (1998) i Niebieski Pacyfik (1999). Od 16 listopada 1999 do 19 grudnia 2000 wcielał się w postać żołnierza Grahama Millera w serialu The WB Buffy: Postrach wampirów. Od 28 marca 2011 do 21 czerwca 2010 grał postać w detektywa Butcha Ady w serialu kryminalnym fantasy TNT Ocalić Grace. Występował także serialach: As the World Turns (2003–2005), Brzydula Betty (2007), Chicago PD (2014–2015) i S.W.A.T. – jednostka specjalna (2020).